# Lampedusa e Linosa
Pour les articles homonymes, voir Lampedusa (homonymie).
Lampedusa e Linosa est une commune italienne de la province d'Agrigente dans la région de Sicile. Elle est formée de deux îles au large de la Sicile qui constituent l'archipel des îles Pélages.

## Géographie
La commune de Lampedusa e Linosa est constituée des îles de Lampedusa et de Linosa ainsi que de la petite île inhabitée de Lampione, ces îles formant l'archipel des îles Pélages.
Les îles Lampedusa et Lampione font partie du plateau continental africain et ont émergé, il y a deux millions d'années, alors que Linosa est d'origine volcanique.

### Hameaux
Lampedusa, Linosa, Cala Creta, Cala Francese, Grecale, Terranova

## Histoire
La colonisation des îles de Lampedusa et Linosa est lancée en 1843 sous le règne des Bourbons de Naples. La commune est officiellement créée le 12 juin 1878.
Devenu un lieu touristique important dans la seconde moitié du XXe siècle, les deux îles sont marquées depuis le début du XXIe siècle par les flux migratoires en provenance d'Afrique du Nord.
Le 19 novembre 2018, la ville change de code postal, passant de 92010 à 92031.

## Culture
- Laurent Gaudé dans son roman Eldorado paru en 2006 traite de la question de l'immigration clandestine sur l'île et la ville de Lampedusa.

## Administration
| Période                                  | Période      | Identité                  | Étiquette                    | Qualité |
| ---------------------------------------- | ------------ | ------------------------- | ---------------------------- | ------- |
| 24 juin 1988                             | 16 juin 1993 | Giovanni Fragapane        | Parti communiste italien     |         |
| 23 novembre 1993                         | 28 mai 2002  | Salvatore Martello        | Parti démocrate de la gauche |         |
| 28 mai 2002                              | 15 mai 2007  | Sebastiano Bruno Siracusa | Forza Italia                 |         |
| 15 mai 2007                              | 7 mai 2012   | Bernardino De Rubeis      | Liste civique                |         |
| 7 mai 2012                               | 12 juin 2017 | Giuseppina Maria Nicolini | Liste civique                |         |
| 12 juin 2017                             | En cours     | Salvatore Martello        | Liste civique                |         |
| Les données manquantes sont à compléter. |              |                           |                              |         |

### Évolution démographique
Habitants recensés

### Jumelages
- Oueah,  Djibouti
- Bassano del Grappa,  Italie (Vénétie)